# Црква Светог Илије у Локвици
Црква Светог Илије се налазила у селу Локвица, насељеном месту на територији општине Призрен, на Косову и Метохији. Припадала је Епархији рашко-призренске Српске православне цркве.
Црква посвећена Светом пророку Илији се налазила у источном Подгорју планине Цвилена, осам километара југоисточно од Призрена. Изграђена је на темељима старијег храма из 1866. године. У њој се налазила збирка икона из 18. века. Село помиње краљ Драгутин (1276—1282), краљ Милутин 1308. и цар Душан 1348. године.

## Основ за упис у регистар споменика културе
Решење Завода за урбанизам и заштиту споменика културе и природе општине Призрен, бр. 514 од 17. августа 1977. године Основни закон о заштити споменика културе (Сл. лист СФРЈ бр. 12/65), са наведеним примедбама о правним одредбама престанка коришћења овог закона.

## Разарање цркве 1999. године
Црква је оскрнављена и минирана по доласку немачких снага КФОР-а.